# Staatliche Universität für Wissenschaft und Technologie Sibirien

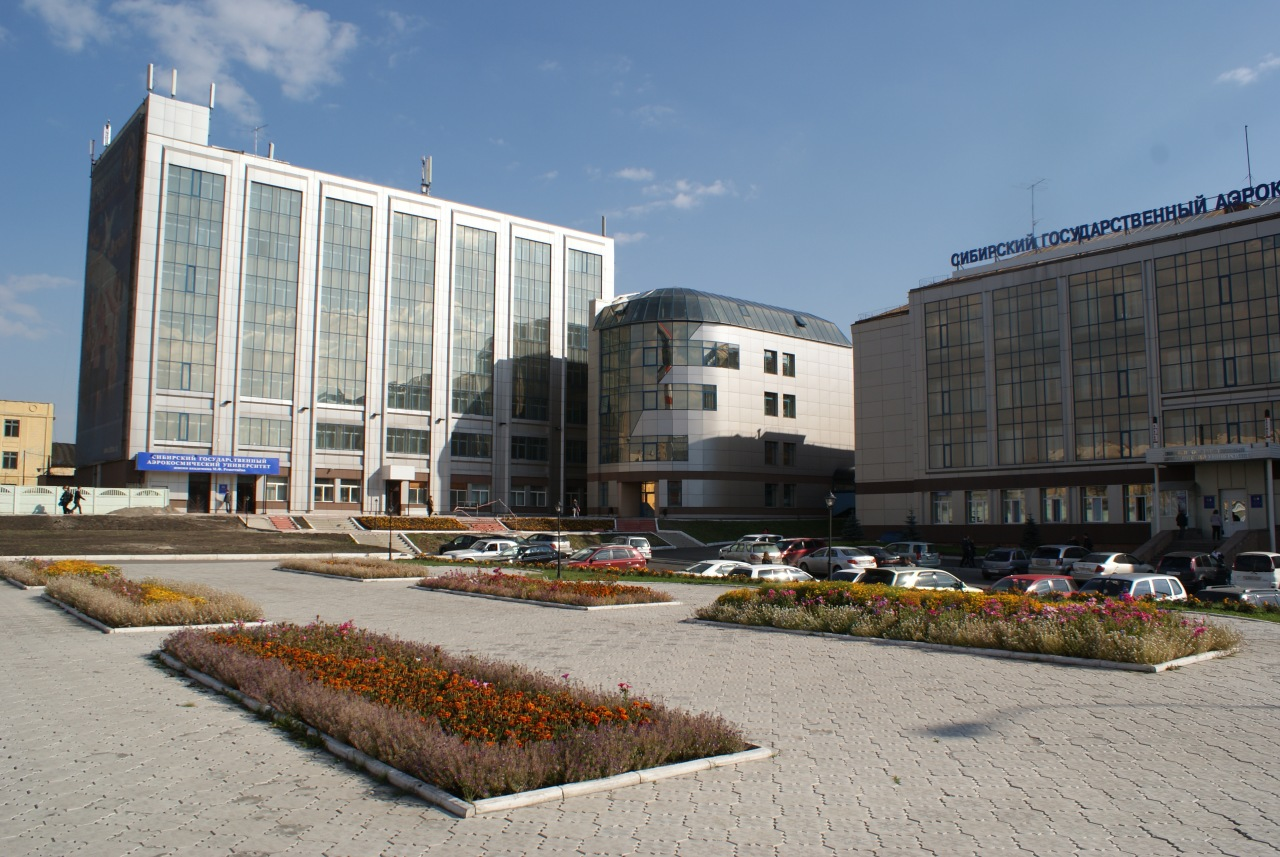
Gebäude H und A der Universität

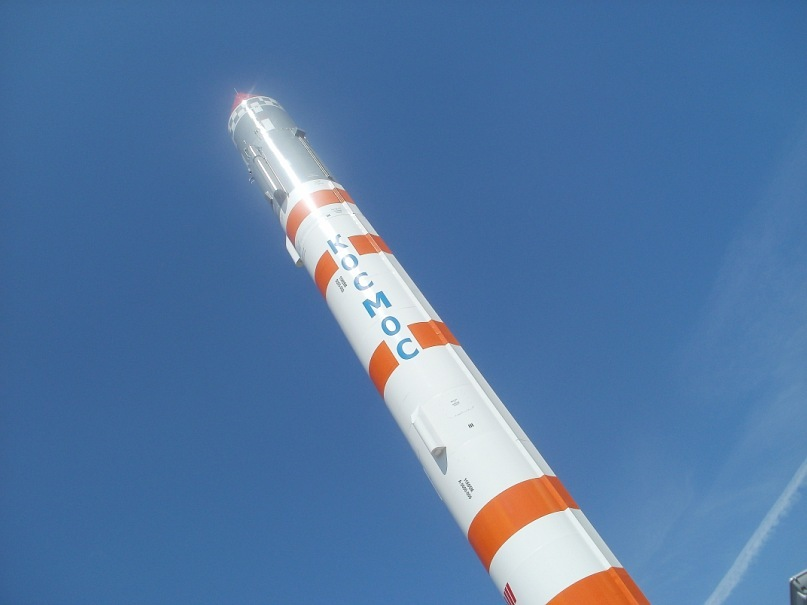
Modell der Rakete vor der Universität

Die Staatliche Universität für Wissenschaft und Technologie Michail Fjodorowitsch Reschetnjow Sibirien oder kurz Reschetnjow-Universität (russisch Сиби́рский госуда́рственный университе́т нау́ки и техноло́гий и́мени акаде́мика Михаи́ла Фёдоровича Решетнёва (СибГУ имени академика М. Ф. Решетнёва) Sibirski gossudarstwenny uniwersitet nauki i technologi imeni akademika Michaila Fjodorowitscha Reschetnjowa (SibGU imeni akademika M F Reschetnjowa), englisch Siberian State Aerospace University) ist eine Universität in Krasnojarsk, Russland. Die Universität wurde im Jahre 1960 als Filiale der Sibirischen staatlichen technologischen Universität gegründet.

## Geschichte
1960 wurde eine „Technische Werksschule“ (russisch завод-втуз sawod-wtus) und Ableger des Polytechnischen Instituts Krasnojarsk gegründet. Ab 1989 hieß diese „Institut für Weltraumtechnik Karsnojarsk“ (russisch Красноярский институт космической техники (КИКТ) Krasnojarski institut kosmitscheskoi techniki (KIKT)). 1992 erfolgte eine Umbenennung in „Raumfahrtakademie Sibirien“ (russisch Сибирская аэрокосмическая академия (САА) Sibirskaja aerokosmitscheskaja akademija (SAA)). 2002 erhielt die Einrichtung den Status einer Universität und hieß dann „Staatliche Weltraumuniversität Michail Fjodorowitsch Reschetnjow Sibirien“ (russisch Сибирский государственный аэрокосмический университет имени академика М. Ф. Решетнёва (СибГАУ) Sibirskij gossudarstwennyj aerokosmitscheskij uniwersitet imeni akademika M. F. Reschetnjowa (SibGAU)) zu Ehren des Akademiemitgliedes Michail Fjodorowitsch Reschetnjow. Mit der Fusion mit der Staatlichen Technischen Universität Sibirien wurde am 12. Mai 2017 die heutige Bezeichnung gewählt.

## Zusammenarbeit und Entwicklungen
Die Universität hat die Lizenz der Föderalen Weltraumagentur. Sie führt grundlegende Forschungen durch und arbeitet an eigenen Forschungsthemen mit einheimischen und ausländischen Unternehmen. Die grundlegenden Partner für die universitäre Forschungstätigkeit sind Krasmasch (Haupthersteller der ballistischen Raketen für U-Boote), Informative Satellitensysteme (Haupthersteller und Produzent der Kommunikationssatelliten, Telesendung, Navigation und Geodäsie) und KrasAir (eine der besten Fluggesellschaften Russlands).
Es gibt Partneruniversitäten in Deutschland, Vereinigten Staaten und Tschechien. Das sind Universität Ulm, State University of New York at Oneonta und Tschechische Technische Universität Prag. Neun Universitäten Russlands zusammen (mit Universität für Luft- und Raumfahrt) haben die sogenannte „Vereinigte Raumfahrtuniversität“ geschaffen. Das ist die Integration der wissenschaftlichen und wirtschaftlichen Ressourcen der Raumfahrtuniversitäten, die Grundlage für die gemeinsamen Entwicklung und die Bildungsverbesserung ist. Unter Beteiligung der Universität wurde in Krasnojarsk das erste Zentrum für Ingenieurpädagogik gegründet.

## Fakultäten
Die Universität bereitet Fachkräfte für den kosmischen Zweig, des Maschinenbaues, der EDV-Fachkräfte, der Ökonomen, der Fachleute, der Fachkräfte auf dem Gebiet Öffentlichkeitsarbeit und der Werbung, des Managements vor. Die Anzahl der Studenten beträgt über 11.500 Menschen.
| Fakultät                                               | Russischer Name                                                | Dekan                |
| ------------------------------------------------------ | -------------------------------------------------------------- | -------------------- |
| Fakultät der Maschinenbau und der Mechatronik          | Факультет машиноведения и мехатроники, ФММ                     | Ewgenij Kuynetsow    |
| Fakultät der zivilen Luftfahrtflotte und der Zollsache | Факультет гражданской авиации и таможенного дела, ФГАиТД       | Witalij Bondarenko   |
| Fakultät der Technik und der Wirtschaft                | Инженерно-экономический факультет, ИЭФ                         | Jurij Jerigin        |
| Geistesfakultät                                        | Гуманитарный факультет, ГФ                                     | Swetlana Piskorskaja |
| Internationale Hochschule des Businesses               | Международная высшая школа бизнеса, МВШ                        | Walerij Lewko        |
| Fakultät für das Fernstudium und die Weiterbildung     | Факультет заочного и дополнительного образования               | Lilia Jerigina       |
| Fakultät der Weiterbildung der Fachkräfte              | Факультет повышения квалификации и переподготовки специалистов | Wiktor Schurawljow   |
| Fakultät des Sports                                    | Факультет физической культуры и спорта                         | Igor Tolstjakow      |
| Fakultät für die Weiterbildung der Lehrer              | Факультет повышения квалификации преподавателей                | Pawel Snetkow        |